# Telenomus ferganae
Telenomus ferganae is een vliesvleugelig insect uit de familie van de Scelionidae. De wetenschappelijke naam van de soort is voor het eerst geldig gepubliceerd in 1982 door Johnson.